# Andrés del Campo Santos
Andrés del Campo Santos es un futbolista español. Nació en Madrid el 19 de enero de 1980. Actualmente juega en las filas del Ontinyent Club de Futbol.Retirado.
Entrenador personal y coaching deportivo.
Chef profesional.

## Biografía
Andrés del Campo Santos fichó por el Hércules, donde jugó tres campañas. En la temporada 2004/05 debutó en Segunda División A con el Lleida y, tras cuatro temporadas en la entidad ilerdense, fichó en 2007 por el Tenerife. Con el equipo chicharrero disputó un total de 32 partidos y anotó dos goles y en 2008 firmó con el Elche CF. En julio de 2011 ficha por el Ontinyent CF.

## Características
Santos es un centrocampista de corte ofensivo, mediapunta. Entre sus principales características destaca una gran conducción del esférico y mucho criterio a la hora de distribuir y seleccionar el pase, es un jugador potente a la par que técnico.

## Clubes
| Club                 | País   | Año        |
| -------------------- | ------ | ---------- |
| Real Madrid Castilla | España | 1999-2001  |
| Hércules CF          | España | 2001-2003  |
| UE Lleida            | España | 2003-2007  |
| CD Tenerife          | España | 2007-2008  |
| Elche CF             | España | 2008- 2011 |
| Ontinyent CF         | España | 2011-      |